# Dominio di Hiroshima

Bandiera del Dominio

Il Dominio di Hiroshima (in giapponese 広島藩?, Hiroshima-han) era un vasto dominio feudaleche possedeva tutta la provincia di Aki e metà della provincia di Bingo. Occupa la maggior parte dell'attuale prefettura di Hiroshima. L'ufficio del dominio era situato nel castello di Hiroshima nel distretto di Sato, provincia di Aki (rinominata distretto di Numata nel 1664), Hiroshima (l'attuale Motomachi, quartiere di Naka, città di Hiroshima, prefettura di Hiroshima). È spesso chiamato Dominio Geishu (o dominio di Aki).
Il dominio di Hiroshima aveva sede nel castello di Hiroshima nella provincia di Aki, nella moderna città di Hiroshima, situata nella regione di Chūgoku dell'isola di Honshu. Il dominio di Hiroshima fu governato per la maggior parte della sua esistenza dal daimyō del clan Asano e comprendeva la provincia di Aki e parti della provincia di Bingo con un valore del sistema Kokudaka di 426.500 koku. Il dominio di Hiroshima fu sciolto con l'abolizione del sistema han nel 1871 da parte del governo Meiji e il suo territorio fu assorbito dalla prefettura di Hiroshima.

## Storia

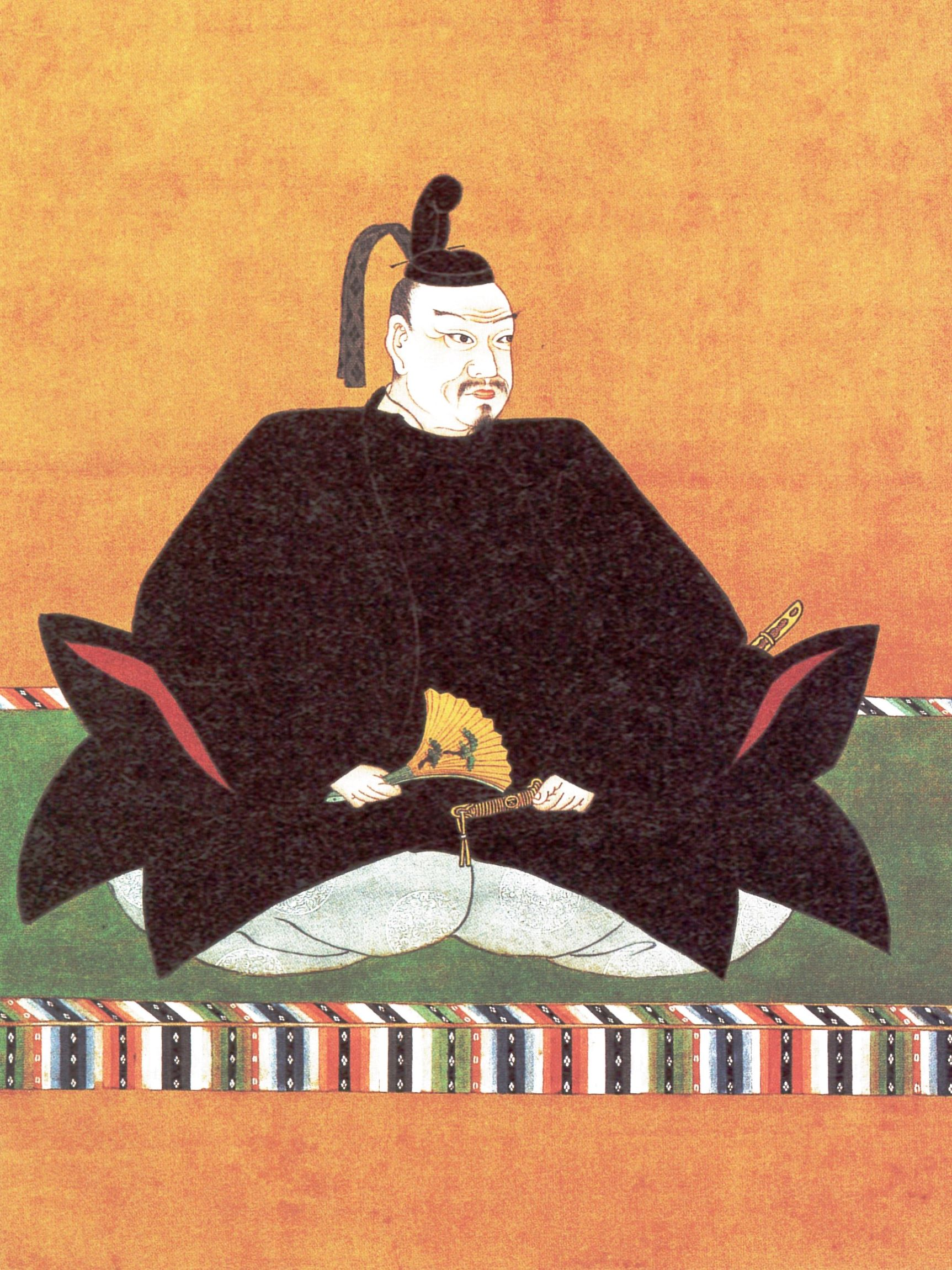
Mōri Terumoto, fondatore del Dominio.

Durante il periodo Kamakura, Mori Tsunemitsu concesse al suo quarto figlio, Mori Tokichika, Yoshidanosho nella provincia di Aki. I discendenti di Tokichika rimasero a Echigo mentre governavano indirettamente il territorio di Aki. Tuttavia, durante il periodo delle corti del Nord e del Sud, il pronipote di Mori Tokichika, Mori Motoharu, si trasferì ad Aki e governò direttamente il territorio del castello di Koriyama. Il clan Mori crebbe in potere e divenne un importante signore feudale nella provincia di Aki durante il periodo Muromachi. Nel periodo Sengoku, sconfissero vari clan, tra cui i clan Takeda e Ouchi, e stabilirono il loro dominio sulla regione di Chugoku. Il castello di Hiroshima fu costruito nel 1591 e divenne la residenza del clan Mori, rendendo Hiroshima il centro politico ed economico. Tuttavia, nella battaglia di Sekigahara nel 1600, Mori Terumoto, il leader del clan, fu sconfitto e il loro territorio fu notevolmente ridotto.
Fukushima Masanori divenne il satrapo di Aki e Bingo, succedendo al clan Mori. Rivalutò la terra e ottenne un territorio più ampio. Masanori implementò cambiamenti nei sistemi militari ed educativi, ma furono fatti compromessi ad Aki a causa dell'influenza dei signori feudali locali. Il periodo Sengoku vide lo sviluppo di città castello e industria nazionale a Hiroshima. Tuttavia, nel 1615, la provincia di Aki fu distrutta, il castello di Hiroshima fu demolito e solo il castello di Kannabe rimase nella provincia di Bingo. La famiglia Mizuno distrusse il castello di Hiroshima e si trasferì al castello di Fukuyama. La fortezza di Mihara era stata abbandonata, ma la famiglia Fukushima trasferì segretamente una torretta dal distrutto castello di Tomo. Nel 1619, Masanori fu dichiarato colpevole di ristrutturazioni non autorizzate al castello di Hiroshima e il suo territorio fu notevolmente ridotto. Fu trasferito al dominio di Kawanakajima. 
Nel 1589, il castello di Hiroshima fu commissionato da Mōri Terumoto, capo del potente clan Mōri e membro del Consiglio dei Cinque Anziani di Toyotomi Hideyoshi. Nel 1591, Terumoto si trasferì a Hiroshima mentre era ancora in costruzione, usandola come base per governare il suo dominio che copriva gran parte della regione di Chūgoku. Dopo la battaglia di Sekigahara nel 1600, i Mōri furono costretti a lasciare Hiroshima da Tokugawa Ieyasu e trasferirono la loro base al castello di Hagi, perdendo gran parte dei loro territori orientali. L'han (dominio) di Hiroshima fu successivamente istituito con Fukushima Masanori come suo daimyō, coprendo la provincia di Aki e parti della vicina provincia di Bingo. Tuttavia, diciannove anni dopo, il castello di Hiroshima subì ingenti danni da inondazione e Fukushima lo riparò violando le leggi dello shogunato Tokugawa sulla costruzione e la riparazione dei castelli (vedi buke shohatto). Lo shogunato ordinò quindi a Fukushima di far parte del dominio di Kawanakajima e assegnò Hiroshima al clan Asano, che la governò per il resto del periodo Edo. Con il sistema Tokugawa Kokudaka per i domini, il dominio di Hiroshima fu valutato a 426.500 koku, il sesto dominio più grande del Giappone, escludendo quelli detenuti dalla dinastia Tokugawa-Matsudaira.
Asano Nagaaki, il secondo figlio di Asano Nagamasa, che servì come Gobugyo sotto l'amministrazione Toyotomi, divenne il signore feudale di Aki e otto distretti di Bingo dal dominio di 
Kishu. Nonostante fosse più piccolo del territorio di Fukushima, ottenne l'approvazione dello shogunato con un livello di rilevamento di 426.000 koku. Hiroshima beneficiò di un eccellente trasporto marittimo attraverso la rotta del Mare Interno di Seto con Osaka e stabilì un monopolio su legname, ferro, carta e altri beni fin dalle prime fasi della sua fondazione. Inoltre, ricavò profitti significativi manipolando abilmente i prezzi del mercato del riso e acquistando riso da altri domini a prezzi bassi.
Chosei seguì le politiche dell'era del clan Fukushima, adottando allo stesso tempo un approccio rigoroso nei confronti dei clan locali per modernizzare la struttura di governo. Mitsunori, il secondo signore del dominio e secondo figlio di Nagaaki, era nipote di Tokugawa Ieyasu. Con il permesso dello shogunato, Mitsunori distribuì 50.000 koku al fratello illegittimo, Nagaharu Asano, istituendo il dominio Miyoshi come dominio succursale. Mitsunori si concentrò sul miglioramento delle strade e ottenne il permesso di usare il cognome Matsudaira.

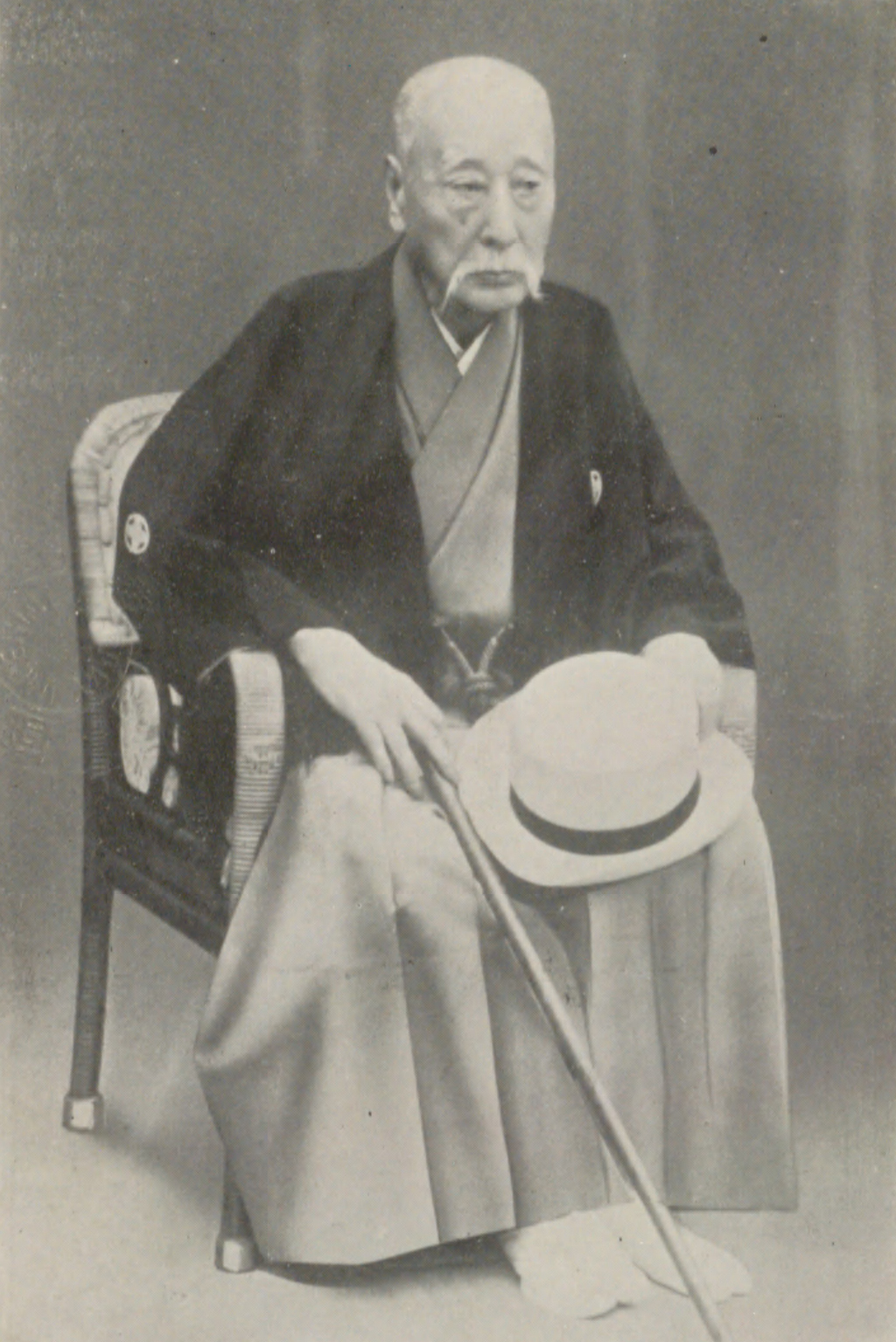
Asano Nagakoto, ultimo damyo del Dominio.

Il terzo signore del dominio, Asano Tsunaaki, che era il figlio maggiore di Mitsuaki, aveva la figlia di Kujo Michifusa come sua legittima moglie e moglie successore. La madre di Michifusa era Toyotomi Kanshi, figlia di Toyotomi Hidekatsu. Di conseguenza, il clan Asano ereditò la linea di sangue del clan Toyotomi attraverso la linea femminile.
Dopo la morte del 14° shogun, Tokugawa Iemochi, e la sconfitta dell'esercito dello shogunato nella Seconda Lunga Marcia, il dominio di Hiroshima si allineò gradualmente con il dominio Choshu. Nel 1867, formarono un'alleanza con i clan Choshu e Satsuma per rovesciare lo shogunato. Tuttavia, la loro richiesta di ripristinare il dominio imperiale al 15° shogun, Tokugawa Yoshinobu, fu vista come opportunistica, portando alla sfiducia e alla loro rimozione dalla corrente principale della Restaurazione Meiji. Nonostante ciò, il dominio di Hiroshima si unì all'esercito governativo e combatté nella guerra Boshin. Nel 1869, il 12° signore del dominio, Asano Nagakoto, divenne governatore del dominio di Hiroshima dopo la restaurazione della proprietà terriera. Il dominio riportò un debito totale di 3.742.290 ryo al governo Meiji nello stesso anno. Nel 1871, il dominio di Hiroshima fu abolito e divenne la prefettura di Hiroshima, insieme all'istituzione di prefetture in tutto il paese. I rapporti indicavano che c'erano oltre 830.000 ryo di cambiali di dominio non riscosse, che dovevano essere scambiate dal governo Meiji, dopo l'abolizione dei domini e l'istituzione delle prefetture.